# 坂本太郎 (テレビドラマ監督)
坂本 太郎（さかもと たろう、1939年9月20日 - ）は、特撮テレビドラマ作品の元監督・演出家である。岡山県出身。日本大学藝術学部卒業。

## 来歴・人物
1964年、東映テレビプロで『廃虚の唇』より助監督として関わり、キャリアをスタート。以後は『特別機動捜査隊』・『プレイガール』・『人造人間キカイダー』・『非情のライセンス』・『がんばれ!!ロボコン』・『特捜最前線』など多くの東映大泉テレビ作品に助監督を担当し、伊賀山正光・田中秀夫・奥中惇夫・野田幸男・天野利彦・小西通雄・吉川一義らアクション、刑事ものを数多く撮った監督達に師事した。坂本は東映に入社後、演出部に配属されたことが演出家になったきっかけと述べている。
20年弱のキャリアを経て『バッテンロボ丸』で監督に昇進。東映不思議コメディーシリーズ、『スケバン刑事』シリーズなど特撮作品で監督を務めた。なかでも脚本家・浦沢義雄とは多く組んでおり、坂本はなぜか浦沢の特殊な脚本と波長があってしまったと述べている。
2002年に『パワーレンジャー・ワイルドフォース』を手がけるため単身ロサンゼルスに渡米。同番組終了後に帰国し、2003年より再び東映テレビ特撮に監督として復帰。『劇場版 仮面ライダー響鬼と7人の戦鬼』（2005年9月3日公開）では映画監督デビューを果たす。
後年は、高寺重徳（現：髙寺成紀）が手掛ける『大魔神カノン』のメイン監督を担当するなどしていたが、2011年の『海賊戦隊ゴーカイジャー』でローテーション監督として8本の演出を担当したのを最後に監督業を引退した。『ゴーカイジャー』当時のインタビューでは、「機会があればまだまだ撮り続けたい」と述べていた。

## エピソード
- 絵が好きだったため芸大を受けたが、受かったのはたまたまだと述べている[4]。卒業時には、記録映画などを制作していた村田映画製作所への入社が決まっていたが、東映テレビプロを冷やかし半分で受けたところ合格してしまい、そのままなし崩しで入ることになったという[4]。坂本自身は映画をやりたくて東映に入ったわけではなかったといい、そのことがジャンルを問わず様々な作品に携わった理由であったと語っている[4]。
- 1982年の暮れに監督昇進の話が持ち上がり、当時助監督を務めていた『宇宙刑事ギャバン』で監督デビューするという話もあったが、結果的に『ギャバン』は同作品で同じく助監督だった坂本より歳下だが先輩の小笠原猛が監督昇進することになり、坂本は不思議コメディーシリーズの『バッテンロボ丸』にて監督デビューを果たすことになった。当時坂本は43歳であり、かなりの遅咲きともいえるデビューとなった。これについて坂本は、労働組合の役員を務めていたことを理由に挙げている[4]。
- 平山亨と植田泰治から監督昇進の話を聞いたものの坂本は「大変嬉しいですが一晩考えさせてください。女房と相談してきますから」と保留し、自宅に帰って妻と話し合いを持ったという。助監督として数をこなす方が監督として仕事をするより収入が良かったせいである。結局坂本が「収入は減るけど、俺は監督として仕事をしたいから頼む」と妻を説得してデビューに繋がった。監督昇進直後も監督としてローテーションが保障されているわけではなかったため、『バッテンロボ丸』『ペットントン』の演出と並行しながら、1984年3月までは『特捜最前線』で助監督も兼任していた。
- 監督デビューから1年経たないうちに、次回作の『ペットントン』で早くもメイン監督を任されることになる[4]。なお、当初『ペットントン』のパイロット監督は山田稔に依頼があったようだが、山田がその依頼を断ったとの逸話が残されており[6]、坂本のパイロット登板は実は窮余の策ではあった。
- 『スケバン刑事』も当初は小西通雄が演出を担当する予定だったが、小西の都合が悪くなったために坂本がメガホンを執っている。同番組のプロデューサーであった植田泰治は、『バッテンロボ丸』『ペットントン』などで組んだ坂本を「力のある人だから」と推挙した[7]。坂本はそれまでの作品とテイストの異なるハードな作風に尻込みしていたが、企画の岡正が坂本に無断で音楽を差し替えたものを観て岡の目指すものが理解できたという[4]。
- デビュー作品の脚本を書き、以後も『ゴーカイジャー』に至るまで30年近く数々の作品でコンビを組んだ浦沢義雄について、坂本は自身がほぼひと回り年長にもかかわらず「僕は監督として浦沢さんに育てられたようなものですから」とインタビューにて感謝の念を語っている[8]。また、久々に『爆竜戦隊アバレンジャー』で浦沢と組むことになったときに、浦沢の手書きの原稿を読んで「昔から浦沢さんは変わっていない」と再確認して嬉しくなったという。『ゴーカイジャー』でのインタビューでは、付かず離れずずっと一緒に歩んできたと述べている[1]。浦沢もインタビューにて、想い出に残る監督という質問に対し坂本の名前を挙げており[9]、『ゴーカイジャー』で再び仕事ができたことが大きな喜びであったと述べている[10]。また二人は仕事上の付き合いだけでなく、時々酒を飲み交わしている仲でもある。
- 脚本家の荒川稔久は、「（坂本は）浦沢さんと組まれた不思議コメディの印象が強いんですけど、『恐竜戦隊ジュウレンジャー』の第44話『女剣道！日本一』を撮ってもらった時もしっとりといい感じになって…案外ラブストーリーっぽい部分がお好きなんですよね」として、「（『アバレンジャー』最終回の）のアスカとマホロのくだりをかなり盛り上げてもらえるんじゃないかという期待がありました」と語っている[11]。
- パワーレンジャーシリーズへの参加は、同シリーズのスタッフが日本に訪れた際に打診され[2]、以前にパワーレンジャー用の編集素材を撮影したことがあったことから「これも縁だから」と参加を決めた[1]。しかしビザの取得に1年以上かかってしまい、その間にアメリカ同時多発テロ事件もあったことから断念しかけていた[1]。
- パワーレンジャーの現場では同姓の坂本浩一が坂本のことを冗談で「ダディ」と呼んでおり、現地スタッフには親子と勘違いされていた[1][5]。
- 坂本の助監督を務めていた中澤祥次郎は、坂本について変わったカットや細かいカットなどはなく淡々と撮影しているが、仕上がりは面白い内容となっており、自身も影響を受けたことを語っている[12]。
- 20年以上の付き合いになる日笠淳プロデューサーは、坂本のことを「坂本師匠」と呼び慕い、坂本が東映を一時期離れたときも『大魔神カノン』の撮影現場を訪れるなどその関係は継続していた[13]。
- プロデューサーとして長年付き合いのある髙寺成紀は、坂本を「釣り好き、酒好き、女好き」と冗談交じりで評していた[14]。
- 雨宮慶太が語ったところによると、1991年まだ31歳の時に『鳥人戦隊ジェットマン』を演出していた頃、多くのスタッフが「あの若造は誰だ？」と、雨宮と距離を取ろうとする中、坂本だけは優しく接してくれたという。
- 撮影監督のいのくままさおとは同年齢で『人造人間キカイダー』から付き合いがあり、家族ぐるみの付き合いをしているという。いのくまによると、坂本の演出スタイルは映像面はほぼ撮影技師に任せる昭和のスタイルであり、撮影がビデオの作品でモニターチェックが容易であったとしても、画面の構図などは撮影技師に一任する傾向にあるという[15]。
- 第5話から参加した『仮面ライダー響鬼』ではシナリオで指定されていたミュージカルタッチのシーンを「必然性を感じるものがなかった」という理由でカットした[16]。第4話までは必ずあったシーンだが、以降同番組ではミュージカル演出は姿を消している。
- 『バッテンロボ丸』『ペットントン』『有言実行三姉妹シュシュトリアン』などに出演していた俳優の佐渡稔は、印象に残る監督という質問に対して田中秀夫とともに坂本の名を挙げた[17]。佐渡は「優しかったですからねぇ。好きでした」と語っている[18]。
- 佐渡はまた「とにかく優しい人ですし、自由にやらせてくれる監督なんですよ」とも語っている。「優しい監督」という趣旨の発言は、花島優子と下島裕司、「自由にやらせてくれる監督」という趣旨の発言は岸祐二[19]やさいねい龍二[20]、斉木しげる、末永遥も同じく述べていた。
- 2009年12月に逝去した奥村公延は、坂本の監督デビュー作である1982年の『バッテンロボ丸』のゲスト出演を皮切りに『ペットントン』『どきんちょ!ネムリン』など多数の作品に出演し、その関係は23年にも及んだ。最後に組んだ作品は2005年の『特捜戦隊デカレンジャーVSアバレンジャー』だった。
- 下記の作品以外の仕事としては、『パワーレンジャー』の特撮カットを日本で撮影していた際、素材関係で演出の補佐に携わっていたことや[2]、柴田理恵、佐藤正宏との付き合いが長いせいか、WAHAHA本舗の舞台公演のショートコントの脚本を書いたことがある。柴田との関係は20数年以上にもおよび、『大魔神カノン』では『有言実行三姉妹シュシュトリアン』以来17年ぶりに、坂本・柴田コンビが復活したが、柴田が同番組への出演を了承したのは髙寺によるとメイン監督が坂本であったことが理由であったという。
- 『大魔神カノン』で長澤奈央演じるイケチヨは、露出の多さ、ツヤツヤの肌を見せるお色気担当キャラだが、トークイベントで長澤は「坂本監督からは、いつも以上に胸を強調しろ!　お尻を突き出せ!　脚を見せろ!　と言われるんです」と話すと、坂本も「このスタイルですよ。これを撮らなくてどうするんですか!　バンバンいけ!　ということですよ」と話し、会場を沸かせた[21]。
- 2010年9月に行われたイベント“高寺解体新書”において下ネタで盛り上がった際、高寺重徳（現：髙寺成紀）より「監督の初体験はいつですか?」と聞かれた坂本は、「もう昔のことだから……」と言葉を濁した。
- 1991年から1993年は東映不思議コメディーシリーズとスーパー戦隊シリーズの両作品を監督した。
- 東映不思議コメディーシリーズで監督・助監督として参加していた辻野正人は、同シリーズの監督陣では坂本が最も気が合っていたといい、2019年のインタビュー時点でも酒を酌み交わす間柄であることを語っている[22]。

## 監督作品

### テレビ
- 東映不思議コメディーシリーズ（東映・フジテレビ）
  - バッテンロボ丸（1982年 - 1983年）※監督デビュー作品
  - ペットントン（1983年 - 1984年）※初のメイン監督作品[注釈 1][注釈 2][注釈 3]
    - 月曜ドラマランドペットントンスペシャル（1984年）

  - どきんちょ!ネムリン（1984年 - 1985年）[注釈 2]
  - 勝手に!カミタマン（1985年 - 1986年）[注釈 3]
  - もりもりぼっくん（1986年）[注釈 2][注釈 3]
  - おもいっきり探偵団 覇悪怒組（1987年）[注釈 2][注釈 3]
  - じゃあまん探偵団 魔隣組（1988年）[注釈 2]
  - 魔法少女ちゅうかなぱいぱい!（1989年）[注釈 1][注釈 2]
  - 魔法少女ちゅうかないぱねま!（1989年）[注釈 1][注釈 2]
  - 美少女仮面ポワトリン（1990年）
  - 不思議少女ナイルなトトメス（1991年）
  - うたう!大龍宮城（1992年）[注釈 1]
  - 有言実行三姉妹シュシュトリアン（1993年）
- スケバン刑事（東映・フジテレビ）
  - スケバン刑事（1985年）[注釈 1]
  - スケバン刑事II 少女鉄仮面伝説（1985年 - 1986年）
  - スケバン刑事III 少女忍法帖伝奇（1986年 - 1987年）
- 世にも奇妙な物語（セントラルアーツ・フジテレビ）
  - 親切すぎる家族（1990年）
  - ハイ・ヌーン（1992年）
  - ガード下の出来事（1993年）
- スーパー戦隊シリーズ（東映・テレビ朝日）
  - 鳥人戦隊ジェットマン（1991年 - 1992年）
  - 恐竜戦隊ジュウレンジャー（1992年 - 1993年）
  - 五星戦隊ダイレンジャー（1993年 - 1994年）[注釈 2]
  - 忍者戦隊カクレンジャー（1994年 - 1995年）[注釈 3]
  - 激走戦隊カーレンジャー（1996年 - 1997年）
  - 電磁戦隊メガレンジャー（1997年 - 1998年）
  - 未来戦隊タイムレンジャー（2000年 - 2001年）
  - 百獣戦隊ガオレンジャー（2001年 - 2002年）
  - 爆竜戦隊アバレンジャー（2003年 - 2004年）[注釈 2][注釈 3]
  - 特捜戦隊デカレンジャー（2004年 - 2005年）
  - 轟轟戦隊ボウケンジャー（2006年 - 2007年）
  - 海賊戦隊ゴーカイジャー（2011年 - 2012年）
- メタルヒーローシリーズ（東映・テレビ朝日）
  - 重甲ビーファイター（1995年 - 1996年）[注釈 2]
  - ビーロボカブタック（1997年 - 1998年）[注釈 1][注釈 3]
  - テツワン探偵ロボタック（1998年 - 1999年）
- 燃えろ!!ロボコン（1999年 - 2000年）[注釈 1]
- パワーレンジャー・ワイルドフォース（2002年、ルネサンス・アトランティック・エンターテイメント・東映・MMPRプロダクションズ）
- 仮面ライダーシリーズ（東映・テレビ朝日）
  - 仮面ライダー響鬼（2005年 - 2006年）[注釈 3]
  - 仮面ライダー電王（2007年 - 2008年）
- 大魔神カノン（2010年、角川書店・テレビ東京）[注釈 1][注釈 2][注釈 3]

### 映画
- 劇場版 仮面ライダー響鬼と7人の戦鬼（2005年）

### オリジナルビデオ
- 激走戦隊カーレンジャーVSオーレンジャー（1997年）
- 燃えろ!!ロボコンVSがんばれ!!ロボコン（1999年）
- 特捜戦隊デカレンジャーVSアバレンジャー（2005年）